# Zak Carrick-Smith
Zak Carrick-Smith (* 11. Februar 2007 in Frankreich) ist ein britischer Skirennläufer.

## Biographie
Carrick-Smith wurde als Sohn der ehemaligen Skirennläuferin Emma Carrick-Anderson in Frankreich geboren, nachdem seine Eltern dorthin zwei Jahre zuvor ausgewandert waren, um als Skilehrer zu arbeiten. Sein älterer Bruder Luca sowie sein Zwillingsbruder Freddy sind ebenfalls als Skirennläufer aktiv. Er und sein Zwillingsbruder besitzen dadurch neben der britischen auch die französische Staatsbürgerschaft.
Carrick-Smith gab sein internationales Renndebüt bei einem Rennen der FIS-Entry-League am 4. November 2023 im alpincenter Hamburg-Wittenburg. Sein erstes internationales Großereignis bestritt er knapp zwei Monate später bei den Olympischen Jugend-Winterspielen in Gangwon. Dort gewann er als erster britischer Skirennläufer Medaillen bei olympischen Wettkämpfen. Er gewann Gold im Slalom und in der Alpinen Kombination sowie Silber im Riesenslalom.
Zum Abschluss der Saison wurde er hinter seinem Zwillingsbruder Freddy britischer Vizemeister im Riesenslalom. Diesen Erfolg konnte er im darauffolgenden Jahr wiederholen.

## Erfolge

### Juniorenweltmeisterschaften
- Tarvis 2025: 14. Mannschaft, DNF Riesenslalom, DNF Team Kombination, DSQ Slalom

### Olympische Jugend-Winterspiele
- Gangwon 2024: 1. Slalom, 1. Alpine Kombination, 2. Riesenslalom, 12. Mannschaft, 14. Super-G

### Europäisches Olympisches Winter-Jugendfestival
- Bakuriani 2025: 3. Slalom, 5. Riesenslalom

### Weitere Erfolge
- 2 Siege bei FIS-Rennen
- Britischer Vizemeister im Riesenslalom (2024, 2025)
- Bronze bei den britischen Meisterschaften im Slalom (2025)